# 窪田良 (医学者)
窪田 良（くぼた りょう、1966年（昭和41年）10月18日 - ）は、日本の医学者（医学博士）、眼科医。Acucela Inc. （アキュセラ・インク社）創業者、窪田製薬ホールディングス株式会社代表取締役会長、社長兼最高経営責任者。米国眼科学会(AAO)、視覚眼科研究協会(ARVO)、日本眼科学会、慶應医学会会員。ワシントン州日米協会理事、ケース・ウェスタン・リザーブ大学　フォーサイト・アドバイザリーメンバー、一般社団法人ジェイ・アイ・ジー・エイチ アドバイザー、G1ベンチャー　アドバイザリー・ボード、全米アジア研究所理事、慶應義塾大学医学部客員教授、医学系大学産学連携ネットワーク協議会(medU-net)相談役を歴任。加齢黄斑変性研究の第一人者。

## 人物
兵庫県神戸市出身。慶應義塾大学医学部在学中に緑内障原因遺伝子「ミオシリン」を発見し、須田賞を受賞。2000年、米国シアトルに移住し、ワシントン大学医学部眼科学教室助教授就任。2002年に、Acucela Inc.（アキュセラ・インク）を立ち上げ、米国企業で初めて日本の東証マザーズ市場単独上場を果たした。

## 略歴
- 1966年 - 兵庫県神戸市生まれ。
- 1987年 - 慶應義塾高等学校卒業[2]。
- 1991年 - 慶應義塾大学医学部医学科卒業、医師免許取得
- 1996年 - 日本眼科学会専門医認定取得、虎の門病院勤務
- 1997年 - 緑内障の原因遺伝子「ミオシリン」を発見
- 1998年 - 日本緑内障学会より須田賞受賞
- 1999年 - 慶應義塾大学大学院医学研究科博士課程修了。医学博士号取得
- 2000年 - ワシントン大学医学部構造生物学教室シニアフェロー
- 2001年 - ワシントン大学医学部眼科学教室助教授
- 2002年 - Acucela Inc.（現Kubota Vision Inc.) 設立、Director of the Board, Chairman, President, and CEO（現任）
- 2008年 - ワシントン州日米協会理事
- 2012年 - ケース・ウェスタン・リザーブ大学　フォーサイト・アドバイザリーメンバー
- 2013年 - 一般社団法人ジェイ・アイ・ジー・エイチ アドバイザー
- 2014年 - G1ベンチャー　アドバイザリー・ボード、全米アジア研究所理事、慶応義塾大学医学部客員教授
- 2014年 - 東証マザーズ（外国株）上場
- 2015年 - Acucela Inc.の子会社として、東京都渋谷区にアキュセラ・ジャパン株式会社を設立、医学系大学産学連携ネットワーク協議会(medU-net)相談役
- 2016年 - Acucela Inc.（旧法人）をアキュセラ・ジャパン（窪田製薬ホールディングス株式会社に社名変更）傘下に新設したAcucela Inc.（新法人）と三角合併。東証マザーズに上場。窪田製薬ホールディングス株式会社 取締役 代表執行役会長、社長兼最高経営責任者
- 2018年 - NASAディープスペースミッション HRP研究代表者（現任）
- 2020年 - FDA Orphan Products Clinical Trials Grants Programに採択
- 2023年 - 窪田製薬ホールディングス株式会社　代表取締役会長、社長兼最高経営責任者（現任）
- 2024年 - Kubota Vision Japan株式会社　代表取締役会長、社長兼最高経営責任者

## その他役職
- NASAディープスペースミッション HRP研究代表者

## 著書一覧
- 『極めるひとほどあきっぽい』 日経BP社、2013年5月、ISBN 4822274209
- 『「なりたい人」になるための４１のやり方』 サンマーク出版、2015年8月、ISBN 4763134663
- 『近視は病気です』東洋経済新報社、2024年5月、ISBN 4492047328